# Best Sellers (film)
Pour plus de détails, voir Fiche technique et Distribution.
Best Sellers est une coproduction officielle entre le Canada  et les États-Unis produit par Wishing Tree Productions et Item 7. Ce long métrage est réalisé par Lina Roessler et le scénario écrit par Anthony Grieco qui a remporté le prix de Academy Nicholl Fellowships in Screenwriting en 2015 .
Le film a été tourné à Montréal en 2019. Best Sellers devait être projeté en salle en première mondiale à la Berlinale en mars 2021 dans la section « Special Gala » , mais les projections ont été annulées en raison de la pandémie de Covid-19. Le film a été vendu à l'international lors du Marché Européen de la Berlinale 2021 par l'agent de vente Foresight Unlimited . Le film sortira en salle le 17 septembre 2021 au Canada par le distributeur Mongrel Media et aux États-Unis par le distributeur Screen Media Films .
Un vieil auteur alcoolique (Michael Caine) doit prendre part à la tournée marketing de son livre pour sauver la maison d'édition de la famille Stanbridge maintenant sous la direction de Lucy (Aubrey Plaza).
Il s'agit du premier long-métrage de Lina Roessler .
Cette coproduction États-Unis/Canada comprend une distribution de premier plan, avec Michael Caine, Aubrey Plaza, Cary Elwes, l'acteur canadien né en Angleterre Scott Speedman ainsi que la canadienne Ellen Wong.

## Synopsis
Lucy Stanbridge a hérité de la maison d'édition de son père. Nouvellement éditrice, elle se rend compte que de nombreuses mauvaises critiques menacent la sécurité financière de l'entreprise familiale. Lorsqu'elle découvre que l'entreprise doit un livre à Harris Shaw, un auteur reclus, acariâtre et alcoolique qui a mis la maison d'édition des Stanbridge sur la map, elle se tourne vers lui pour une dernière tentative de salut, à la fois commerciale et critique.
De son côté, Harris Shaw doit de l'argent et a terminé l'écriture d'un livre qu'il déteste par-dessus tout. Lucy est ravie jusqu'à ce qu'elle découvre que l'ancien contrat de Harris stipule que personne ne doit éditer son travail. Cependant, en échange, il doit faire la tournée du livre.
C'est ainsi que s'entame une tournée infernale ou s'entremêle le passé et les démons intérieurs, où la célébrité n'a rien à voir avec la fortune, où la quantité d'abonnés sur Twitter ne veut plus rien dire. Parfois, l'honneur que l'on cherche à garder est construit par un ensemble de mensonges du passé.

## Fiche technique
- Titre : Best Sellers
- Réalisation : Lina Roessler
- Scénario : Anthony Grieco
- Directeur artistique : Louis-René Landy
- Costumes : Sophie Lefebvre
- Photographie : Claudine Sauvé
- Montage : Arthur Tarnowski
- Musique : Paul Leonard-Morgan
- Son : Stéphane Roy, Stéphane Bergeron et Jean-Philippe Roy
- Superviseur musical : Anthony Vanger
- Producteurs : Jonathan Vanger, Pierre Even, Cassian Elwes, Arielle Elwes et Wayne Marc Godfrey
  - Producteurs délégués : Petr Jakl, Martin J. Barbe, Mark Damon, Jere Hausfater, Adam Goldwor et Joe Sisto
  - Producteurs associés : Tom Vanger et Jeannette Garcia
- Sociétés de production : Foresight Unlimited, Wishing Tree Productions et Item 7
- Sociétés de distribution :
  - États-Unis : Chicken Soup for the Soul Entertainment / Screen Media Films
  - Canada : Mongrel Media / Métropole Films Distribution
- Pays de production :  États-Unis,  Canada
- Langue originale : anglais
- Durée : 100 minutes
- Format : couleur - 2.39:1
- Genre : comédie dramatique
- Dates de sortie [7] : 
  - Allemagne : 1er mars 2021 (Berlinale 2021)
  - États-Unis, Canada : 17 septembre 2021
  - France : 17 octobre 2021 (VOD)

## Distribution
- Michael Caine (VF : Frédéric Cerdal ; VQ : Jacques Lavallée) : Harris Shaw
- Aubrey Plaza (VF : Alice Taurand ; VQ : Mélanie Laberge) : Lucy Stanbridge
- Scott Speedman (VF : Laurent Maurel ; VQ : Nicolas Charbonneaux) : Jack Sinclair
- Ellen Wong (VF : Kahina Tagherset ; VQ : Geneviève Bédard) : Rachel Spence
- Cary Elwes (VQ : Marc-André Bélanger) : Halpren Nolan
- Veronica Ferres : Drew Davis

Version québécoise réalisée par Difuze ; direction artistique : Michèle Lituac ; adaptation des dialogues : Isabelle Couture et Michèle Lituac
 Source et légende : version québécoise (VQ) sur Doublage.qc.ca

## Production
Le projet a été annoncé en mai 2019  et a été vendu pendant le Festival de Cannes. Michael Caine a été choisi pour jouer le rôle principal. En novembre 2019, Aubrey Plaza et Scott Speedman sont confirmés dans le projet ainsi que Ellen Wong et Cary Elwes qui se joignent.
Le tournage a commencé en novembre 2019 à Montréal, et s'est terminé le 12 décembre 2019.